# Kleinite
La kleinite è un minerale.
Deve il suo nome a Carl Klein (1832-1907), un geologo tedesco dell'Università di Berlino.

## Abito cristallino
Prismatico, esagonale.

## Origine e giacitura
Il minerale si trova al cappello in alcuni giacimenti mercuriferi o nelle zone di ossidazione dello stesso elemento.

## Forma in cui si presenta in natura
In cristalli tozzi, spesso riuniti in croste.

## Caratteristiche chimico-fisiche
- Solubilità: in acido cloridrico ed in acido nitrico caldi con successiva formazione di calomelano.[3]
- Suscettibilità alla luminosità: se esposto alla luce solare il minerale diventa rosso, se riportato al riparo dalla luce ritorna al colore naturale[3].
- Peso specifico: 474,72 grammomolecole[1]
- Magnetismo: assente[1]
- Fluorescenza: assente[1]
- Densità di elettroni: 6,65 g/cm³[1]
- Indici quantici[1]:
  - Fermioni = 0,28
  - Bosoni= 0.72
- Indici di fotoelettricità[1]:
  - PE: 1441,05 bars/elettrone
  - ρ : 9585,04 barn/cm³
- Indice di radioattività: GRapi: 0 (Il minerale non è radioattivo)[1]

## Località di ritrovamento
Originariamente l'unica località conosciuta era Terlingua nel Texas, ma negli ultimi decenni del XX secolo il minerale è stato trovato anche in una miniera del Nevada.